# Robert Sheckley
Robert Sheckley [šeklý] (16. července 1928, New York – 9. prosince 2005, Poughkeepsie) byl americký spisovatel židovského původu, představitel sci-fi a dobrodružné literatury, do níž vnesl prvky humoru, satiry a absurdity.
K jeho nejslavnějším románům patří Nesmrtelnost spol. s r.o. (Immortality, Inc), který knižně vyšel roku 1958 (předtím vycházel na pokračování v časopise Galaxy). Roku 1992 byl zfilmován pod názvem Freejack, s Mickem Jaggerem, Emilio Estevezem a Anthony Hopkinsem v hlavních rolích. Slavným antiutopickým románem je též Status Civilisation, který vyšel česky pod názvem Omega, planeta zla.

### České překlady
- Omega, planeta zla, Praha, Ivo Železný 1991.
- Nesmrtelnost spol. s r.o., Praha, Ivo Železný 1992.
- Bílá smrt, Praha, Ivo Železný 1992.
- Desátá oběť, Praha, Ivo Železný 1992.
- Vyměním tělo, Zn.: Čestně vrátím, Praha, Ivo Železný 1993.
- Bill, galaktický hrdina: Na planetě lahvových mozků, Praha, Classic And 1996.
- Hon na vetřelce, Plzeň, Perseus 2004.
- Lístek na Tranai, Frenštát pod Radhoštěm, Polaris 2004.
- Bláznivý vesmír: povídky, Praha, Albatros 2005.